# Gavin Menzies
Pour les articles homonymes, voir Menzies.
Rowan Gavin Paton Menzies, né à Londres le 14 août 1937 et mort le 12 avril 2020, est un officier de marine britannique, ancien commandant de sous-marin de la Royal Navy et auteur de plusieurs livres étayant que les Chinois se sont rendus en Amérique plusieurs décennies avant Christophe Colomb.

## Biographie
Les parents de Gavin Menzies déménagent en Chine alors qu'il n'a que trois semaines. Il vit en Chine les deux premières années de sa vie. Il rejoint la Royal Navy en 1953 et la section sous-marine de 1959 à 1970. Il commande le HMS Rorqual de 1968 à 1970.

## Thèses
Gavin Menzies s'est intéressé au sujet des grandes expéditions chinoises lors de visites en Chine dans les années 1990 qui lui firent prendre conscience que beaucoup d'événements historiques du pays ont eu lieu en 1421 (la Grande muraille de Chine, la Cité interdite, ...), ce qui l'a poussé à étudier le sujet en profondeur, avec un intérêt particulier pour Zheng He (surnommé aussi San Bao, signifiant littéralement en chinois : Trois Joyaux (sacrés du bouddhisme : "Curiosité, Eveil, Altruisme" ou "Apprendre, Comprendre et Partager"), connu grâce aux histoires de Sinbad le marin en occident). Il obtient une avance de 800,000 $ par son éditeur, Bantam Books, pour la rédaction de son livre.
Par des recherches (cartographiques, archéologiques, traces et épaves trouvées sur le terrain, etc.), et grâce à son expérience de marin, il tend à démontrer que la Chine a organisé de grandes expéditions maritimes entre 1421 et 1423 qui ont conduit plusieurs navigateurs chinois à découvrir et commercer avec l'Inde, l'Afrique ou l'Arabie mais aussi à découvrir les côtes de l'Australie, de l'Amérique et de l'Antarctique. Selon Menzies, les Européens ont par la suite pu disposer d'informations chinoises recueillies pendant ces expéditions, principalement des cartes marines, avant les Grandes Découvertes.
Il a exposé ses thèses dans un essai, 1421, The Year China discovered the World, sorti à Londres en 2002 (sorti en France en 2007 sous un titre un peu différent de 1421, l'année où la Chine a découvert l'Amérique).
Gavin Menzies appuie sa théorie sur les points suivants, :
1. Une carte vénitienne datée de 1424 signée de Zuane Pizzigano et comportant des éléments géographiques précis, notamment sur Porto Rico et la Guadeloupe ;
2. Une lettre envoyée par Paolo Toscanelli à Christophe Colomb contenant une carte du monde initialement dessinée par les Chinois ;
3. Les premiers arrivants européens en Amérique ont constaté la présence de Chinois sur le continent ;
4. L'ADN des aborigènes américains est plus proche de celui des Chinois, en comparaison à celui des Européens et des Africains.

Il affirme que la Baie de San Francisco, l'Île de Vancouver, et tout le Pérou étaient des colonies chinoises.
Menzies analyse aussi des faux réalisés par Bartolomeo Colomb, frère de Christophe. À la sortie de son livre, il lance le site www.1421.tv qui héberge une communauté participative pour faire avancer les recherches sur le sujet.
En 2008, il sort un nouveau livre, 1434: The Year a Magnificent Chinese Fleet Sailed to Italy and Ignited the Renaissance, qui vise à démontrer que les voyages de Zheng He ont déclenché la période de la Renaissance en Europe.

## Réception et critiques
Le journaliste chinois Wang Tai Peng défend publiquement les idées de Gavin Menzies. Le gouvernement chinois n'a pas publiquement pris part au débat engendré par les thèses de Gavin Menzies. Certains y voient un désaveu, d'autres une volonté de rester pacifique vis-à-vis de l'Histoire mondialement admise. Considérant sa proximité biographique avec la Chine, certaines critiques visent à démontrer que les travaux de Gavin Menzies servent à cultiver un super-nationalisme chinois. Le président chinois Hu Jintao aurait déjà évoqué (et donc reconnu), lors d'un discours devant l'Assemblée australienne en 2003, les visites chinoises sur l'île aborigène dans les années 1420.
Si les historiens ne contestent pas les expéditions maritimes chinoises au début du XVe siècle menées par l'amiral Zheng He, eunuque Hui du Yunnan, qui ont conduit la Chine à établir des relations commerciales et quelquefois diplomatiques en Indonésie, en Inde, en Arabie et sur la côte orientale de l'Afrique, sa thèse sur la sixième expédition de Zheng He est très contestée. Menzies soutient ainsi que cette expédition se serait scindée en plusieurs escadres qui aurait dépassé le cap de Bonne-Espérance, navigué sur la côte occidentale de l'Afrique, fait le tour de l'Australie, dépassé le Cap Horn, accosté sur la côte Atlantique de l'Amérique du Nord, longé le Groenland, etc. Pour justifier l'absence de sources chinoises sur ces découvertes, Menzies s'appuie sur la destruction des archives de l'ensemble des expéditions à la fin du XVe siècle, par le successeur de l'empereur Zhu Di.
Les experts des différentes civilisations chinoises, d'Amérique précolombienne, des aborigènes d'Australie ou du Grand nord ont réfuté ces thèses et plusieurs cartographes ont indiqué que les cartes sur lesquelles Gavin Menzies s'appuyait, pourtant toutes provenant de bibliothèques publiques ou d'universités anglo-saxonnes, ne sont pas authentiques, quelques-unes étant même des faux grossiers.
L'auteur Louise Levathes, spécialiste des épopées maritimes de l'ère Ming, reproche à Gavin Menzies de ne pas se référencer aux textes chinois écrits par des témoins directs des sept voyages de Zheng He (dont Ma Huan, Fei Xin) qui sont accessibles aujourd'hui. Les critiques visent aussi la biographie de Gavin Menzies, dénuée de diplômes académiques associés à l'Histoire, et sans détails sur ses années dans la Royal Navy. Gavin Menzies ne lit pas le Chinois et ne peut donc pas consulter des sources primaires dans le cadre de ses recherches. Plusieurs arguments avancés par Menzies n'ont également pas été démontrés par la suite : La proximité génetique entre Chinois et aborigènes américains, les emplacements de navires chinois échoués au large des côtes américaines, les témoignages d'"experts locaux" qui ne sont pas retenus par la communauté académique, l'existence de cartes finalement volées... Des contradictions résident également dans le livre - concernant le climat et le niveau des eaux, des stèles en malais et non en chinois, ... - ce qui affaiblit la recevabilité de ses thèses,.

## Publications
- 1421, l'année où la Chine a découvert l'Amérique, Intervalles, 2007 traduit de 1421: The Year China Discovered the World, Bantam Books, 2002 réédition 1421: The Year China Discovered America, HarperCollins Publishers, 2003
- 1434: The Year a Magnificent Chinese Fleet Sailed to Italy and Ignited the Renaissance, William Morrow 2008 réédition HarperCollins Publishers, 2009
- The Lost Empire of Atlantis: History's Greatest Mystery Revealed, Orion, 2011 réédition HarperCollins Publishers, 2012